# La médium (ópera)
La médium (título original en inglés, The Medium) es una breve ópera en dos actos con música y libreto en inglés de Gian Carlo Menotti. Se estrenó en el Heckscher Theater de Nueva York el 18 de febrero de 1947.
Por su breve duración suele ofrecerse junto a The Telephone, otra ópera corta del compositor. Fue un encargo de la Columbia University donde se estrenó en 1946. El 18 de febrero de 1947 se llevó a cabo el debut profesional en el Heckscher Theater de Nueva York. En 1951 el compositor dirigió una versión cinematográfica con la colaboración de Alexander Hammid protagonizada por Anna Maria Alberghetti. 
En 1948 se filmó la versión televisiva protagonizada por Marie Powers, la Madame Flora del estreno. Otras celebradas divas que asumieron el papel fueron Gianna Pederzini, Maureen Forrester, Régine Crespin, Renata Scotto y Joyce Castle.
Esta ópera se representa poco; en las estadísticas de Operabase aparece la n.º 197 de las óperas representadas en 2005-2010, siendo la 6.ª en los Estados Unidos y la segunda de Menotti, con 14 representaciones en el período.

## Personajes
| Personaje                           | Tesitura     | Reparto el 18 de febrero de 1947 Director: Jascha Zayde |
| ----------------------------------- | ------------ | ------------------------------------------------------- |
| Madame Flora (vidente llamada Baba) | contralto    | Marie Powers                                            |
| Mónica (hija de Baba)               | soprano      | Evelyn Keller                                           |
| Sr. Gobineau (cliente de Baba)      | barítono     | Frank Rogier                                            |
| Sra. Gobineau (cliente de Baba)     | soprano      | Beverly Dame                                            |
| Sra. Nolan (cliente de Baba)        | mezzosoprano | Virginia Beeler                                         |
| Toby (niño acogido por Baba)        | actor        | Leo Coleman                                             |

## Discografía de referencia
- Menotti: The Consul, The Medium, The Telephone / Engel, Powers, Balaban, Rescigno
- Menotti: The Medium / Armenian, Forrester, Quilico.
- Menotti: The Medium / Rapchak, Castle, Bedi, Chicago Opera